# The Merry Men of Sherwood
Pour plus de détails, voir Fiche technique et Distribution.
The Merry Men of Sherwood (littéralement « Les Joyeux Hommes de Sherwood ») est un film anglais réalisé par Widgey R. Newman en 1932.
Ce film muet en noir et blanc s'inspire librement des aventures de Robin des Bois.

## Synopsis
L'aventure de Robin des Bois (Robin Hood) dans laquelle Robin sauve la belle Marianne et restaure le roi Richard sur le trône d'Angleterre.

## Fiche technique
- Titre original : The Merry Men of Sherwood
- Pays d'origine :  Angleterre
- Année : 1932
- Réalisation : Widgey R. Newman
- Photographie : D.P. Cooper (en)
- Société de production : Delta Pictures
- Société de distribution : Filmophone
- Langue : anglais
- Format : Noir et blanc — 35 mm — 1,37:1 — Muet
- Genre : Drame historique
- Durée : 36 minutes
- Dates de sortie :
  -  Angleterre : septembre 1932

## Distribution
- John J. Thompson : Robin des Bois (Robin Hood)
- Aileen Marson (en) : Lady Marianne (Maid Marian)
- Eric Adeney : Shérif de Nottingham (Sheriff of Nottingham)
- John A. Milton
- Terence De Marney (en) :
- Patrick Barr : Tortionnaire (Torturer)
- Ian Wilson (en)

## Autour du film
Le tournage se déroula dans les studios de Bushey (Bushey Studios (en)), dans le sud du Hertfordshire, en Angleterre.